# Lśniak szmaragdek
Lśniak szmaragdek (Adscita statices) – gatunek motyla z rodziny kraśnikowatych.
Motyl o krępym ciele. Czułki są bułwakowato zakończone, u samic drobno piłkowane, a u samców grzebykowate. Odwłok pozbawiony jest barwnych obrączek. Przednie skrzydła mają długość u samców od 11 do 13 mm, a u samic od 8 do 11 mm. Barwa tychże skrzydeł jest jednolita, metaliczna, jasnozielona lub niebieska, przy czym odcienie zielone częstsze są u populacji górskich. Genitalia samca cechuje brak sakulusa oraz zakrzywiony cierń w rurce prąciowej dorównujący długością unkusowi. Narządy rozrodcze samicy odznaczają się szerokim i tylko częściowo silnie zesklerotyzowanym przewodem torebki kopulacyjnej.
Jasnozielone lub zielonobiałe ciało gąsienicy ma brązowe, owłosione brodawki, a po bokach różowobrązowy nalot.
Owady dorosłe spotyka się od czerwca do sierpnia na suchych murawach kserotermicznych jak i wilgotnych łąkach śródleśnych. Gąsienice zimują w poskręcanych zeschłych liściach, pustych łodygach i pęknięciach kory, po czym od czerwca do jesieni pożywiają się szczawiem zwyczajnym, szczawiem polnym i kulnikiem pospolitym. Owady dorosłe są aktywne za dnia, natomiast gąsienice dzień spędzają w ukryciu.
Gatunek ten znany jest z prawie wszystkich krajów Europy. W Polsce sięga od nizin do wysokości około 1500 m n.p.m..